# Jirair Sefilian
Jirair Sefilian, en arménien : Ժիրայր Սեֆիլեան, né le 10 juillet 1967 à Beyrouth, est un militaire libano-arménien qui a notamment combattu au cours de la guerre du Haut-Karabagh ainsi qu'un activiste politique qui s'oppose en particulier à la présidence de Serge Sargsian.
La prise d'otages dans un commissariat d'Erevan en juillet 2016 avait pour objectif la libération de Jirair Sefilian, emprisonné depuis juin 2016, officiellement pour détention d'armes.